# 神武景気

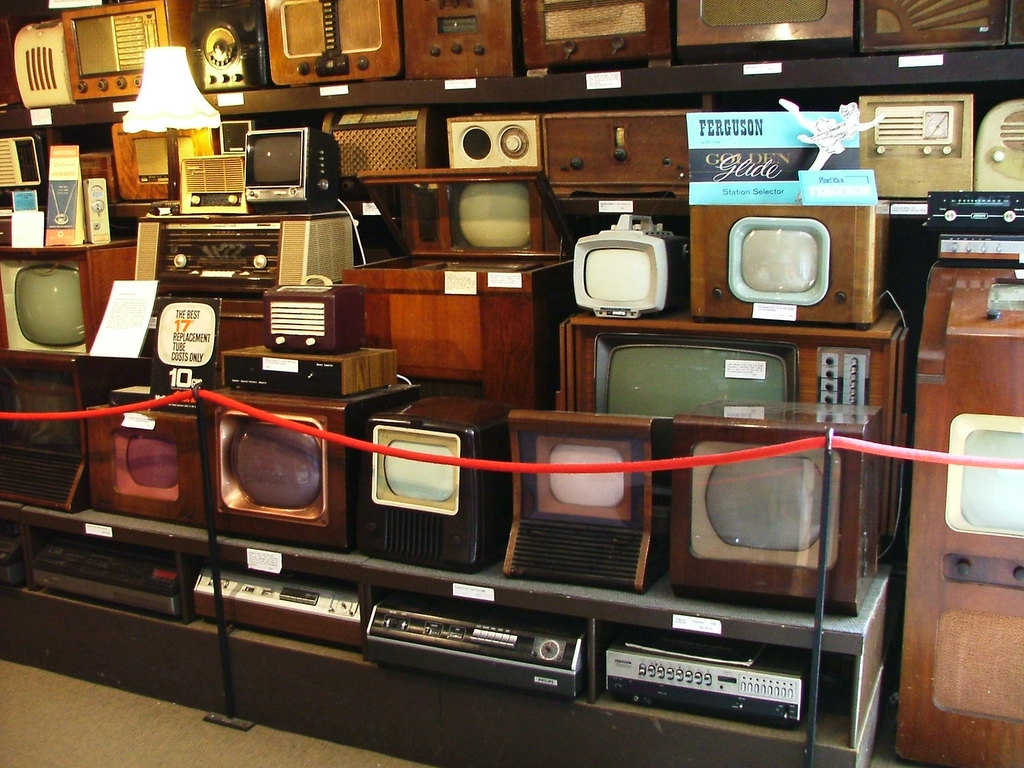
神武景気のテレビ

神武景気（じんむけいき）とは、日本の高度経済成長の始まりの1954年（昭和29年）12月から1957年（昭和32年）6月までに発生した好景気の名称（通称）のことである。数量景気（すうりょうけいき）とも呼ばれていた。

## 概要
日本初代の天皇とされる神武天皇が即位して以来、例を見ない好景気という意味で名付けられた。
この好景気は、1950年（昭和25年）〜1953年（昭和28年）における朝鮮戦争中、朝鮮半島へと出兵したアメリカ軍への補給物資の支援、破損した戦車や戦闘機の修理などを日本が大々的に請け負ったこと（朝鮮特需）によって、日本経済が大幅に拡大されたために発生した。
この好景気によって、日本経済は戦前の1940年（昭和15年）の最高水準を上回るにまで回復し、1956年（昭和31年）の経済白書には「もはや戦後ではない」とまで記され、戦後復興の完了が宣言された。また、好景気の影響により、耐久消費財ブームが発生、いわゆる三種の神器（冷蔵庫・洗濯機・白黒テレビ）が出現した。
1956年（昭和31年）末には景気が大幅に後退し、結局、日本経済の上部だけを潤しただけということから「天照らす景気」と呼び変えられたが、この名前はあまり一般的なものとはならなかった。
また、当時は「神武以来の○○」という言葉が流行した（「神武以来の美少年（美輪明宏）」、「神武以来の天才（加藤一二三）」など）。
なお、この好景気による急激な経済活動の反動により、1957年（昭和32年）には約1年間のなべ底不況に陥っているが、その後には42か月間続く岩戸景気と呼ばれる好景気が発生している。